# بروس ودكوك
بروس ودكوك (بالإنجليزية: Bruce Woodcock)‏ محلل قطاع أمريكي لصناعة ألعاب الكمبيوتر وألعاب الفيديو، اشتهر بعمله في تتبع الاشتراك في الألعاب متعددة اللاعبين عبر الإنترنت عبر موقعه على الويب MMOGCHART.COM.
ولد وودكوك في مجتمع زراعي صغير في سوليفان بولاية ميزوري في 20 يونيو 1970 وهو الأصغر بين ثلاثة أطفال لمايرون وماري وودكوك. تخرج من مدرسة سوليفان الثانوية العليا عام 1988 ثم التحق بجامعة بوردو حيث درس الفيزياء والفلسفة وعلوم الكمبيوتر.